# Stefano Ghisolfi
Stefano Ghisolfi (Torino, 18 febbraio 1993) è un arrampicatore italiano.
Pratica le competizioni di difficoltà, boulder e speed, l'arrampicata in falesia e il bouldering.
Dal 2021 si è trasferito, con la sua ragazza, a vivere ad Arco.
Dalla stagione 2010 è il miglior atleta italiano nella Coppa del mondo lead di arrampicata, con risultati crescenti fino al primo posto in classifica generale della stagione 2021.
Per quanto riguarda la pratica outdoor il 25 agosto 2021 ha completato l'ascesa di "Bibliographie", via gradata 9c da Alexander Megos. L'impresa l'avrebbe consacrato come il terzo arrampicatore al mondo ad aver scalato il grado 9c. Tuttavia Stefano ha assegnato alla via il grado 9b+, restituendo a "Silence", di Adam Ondra, l'allora primato di "unica via 9c al mondo" (al momento sono state proposte altre due vie, DNA e Project B.I.G., di grado 9c, scalate rispettivamente da Sébastien Bouin e Jakob Schubert).

## Biografia

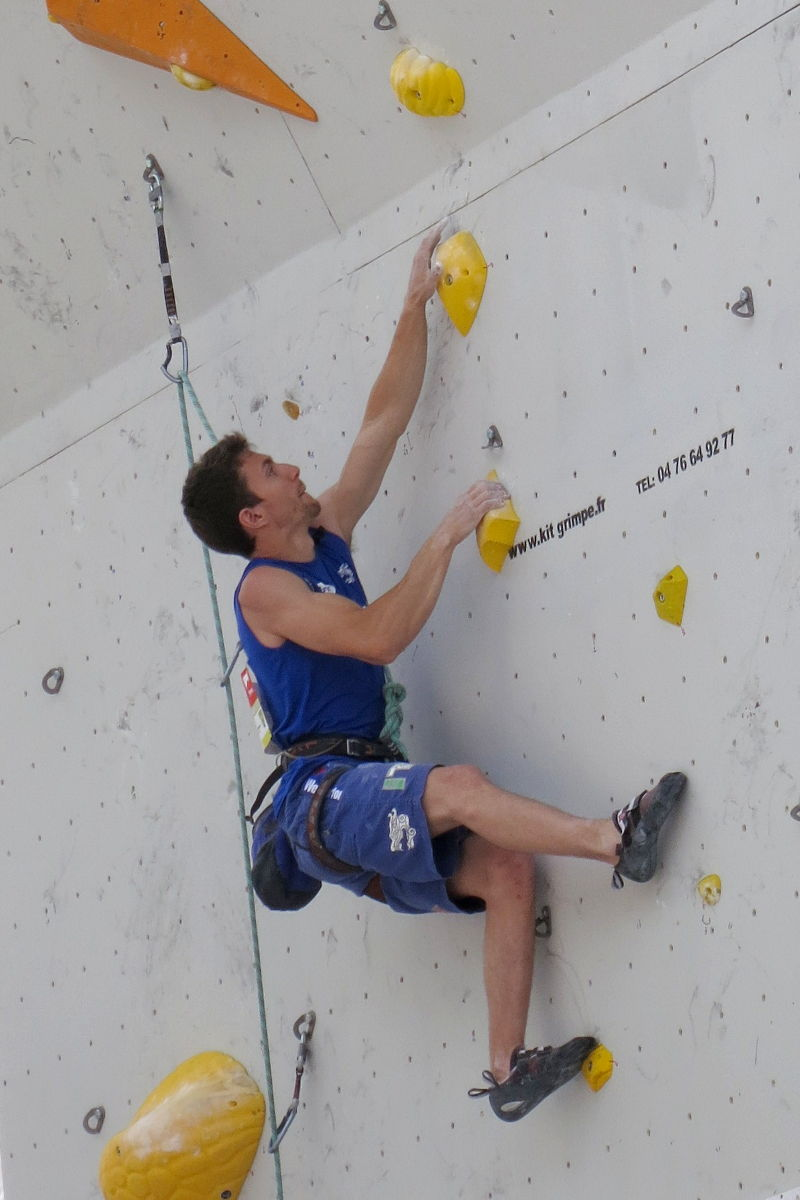
Stefano Ghisolfi impegnato a Chamonix, durante la semifinale del Campionato europeo di arrampicata 2013.

Ha cominciato a gareggiare nelle competizioni internazionali giovanili nel 2007, con la partecipazione alla Coppa Europa giovanile di arrampicata, e ha ottenuto i primi successi nel Campionato del mondo giovanile con le medaglie di bronzo nella edizione 2010 a Edimburgo nella categoria Lead Youth A e nella edizione 2011 a Imst, nella categoria Lead Junior.
Nel 2009, raggiunti i sedici anni, ha iniziato a partecipare alla Coppa del mondo. Da atleta poliedrico ha preso parte a tutte le specialità, lead, boulder e speed, ottenendo i migliori risultati nella disciplina lead, che è divenuta col tempo la sua attività principale.
Il 13 ottobre 2012 è salito per la prima volta sul podio in Coppa del mondo, con il terzo posto a Xining, Cina, sesta tappa della stagione 2012. Un atleta italiano non saliva sul podio di Coppa del mondo lead dal 2007, stagione in cui gareggiava ancora Flavio Crespi, ritiratosi nel 2009. Conquista la medaglia d'oro per la prima volta nella tappa cinese di Wujiang, il 18 ottobre 2014. Nella coppa del mondo di arrampicata 2016 raggiunge il secondo posto a Chamonix e conquista nuovamente l'oro nella tappa di Xiamen. Nella stagione 2017 si classifica terzo a Briançon, secondo a Edimburgo e raggiunge nuovamente il successo sempre nella tappa cinese di Xiamen, concludendo la stagione al secondo posto in classifica generale, dietro al francese Romain Desgranges.
A livello italiano ha vinto il Campionato italiano speed nel 2010 e il Campionato italiano lead nel 2012, 2013 e 2014. Riguardo alla coppe italiane si è aggiudicato la Coppa Italia lead per cinque volte consecutive, nel 2010, 2011, 2012, 2013 e 2014 e la Coppa Italia boulder nel 2010 e 2012.
In falesia ha raggiunto il livello confermato di 9b+ lavorato e 8c a vista. Ha salito inoltre un boulder di 8B+.
Dal 2012 fa parte del Gruppo Sportivo Fiamme Oro di Moena.
Il 2 novembre 2015 compie la prima salita in libera della via Lapsus ad Andonno, concatenamento di 70 movimenti tra le vie Noia ed Anaconda. Ha proposto il grado di 9b, divenendo così la prima via di questa difficoltà in Italia. Il 30 gennaio 2017 compie la quarta salita di First Round, First Minute, aperta da Chris Sharma nel 2011, gradata 9b. Sempre nello stesso anno compie la salita del suo terzo 9b, ripetendo One Slap il 22 novembre, dopo che la via era stata aperta otto giorni prima da Adam Ondra. Con l'apertura di questa via, Massone diventa una delle falesie più dure al mondo, con un 9a, un 9a+/b e ben due 9b. Pochi mesi dopo, il 12 gennaio 2018, sale il suo quarto 9b, La Capella a Siurana, via aperta da Adam Ondra nel 2011. Ad oggi ha salito 6 vie di grado 9b.
Il 7 dicembre 2018 sale il suo primo 9b+, Perfecto Mundo a Margalef (via chiodata da Chris Sharma e liberata a maggio da Alexander Megos); è il primo italiano a salire una via di questa difficoltà e il quarto arrampicatore in assoluto, dopo Chris Sharma, Adam Ondra e Alex Megos. 
Il 28 settembre 2020 sale il suo secondo 9b+, Change, a Flatanger (via chiodata e liberata da Adam Ondra nel 2012), diventando il terzo scalatore al mondo a salire più di una via di 9b+ dopo Adam Ondra e Alex Megos.
Il 24 agosto 2021 sale Bibliographie a Céüse gradato 9c da Alexander Megos. 
Il 26 agosto però Stefano Ghisolfi assegna a questa via il grado di 9b+.
L'8 febbraio 2022 completa la prima salita de L'Arenauta a Sperlonga, primo 9b del Centro Italia.
Il 3 febbraio 2023 libera "Excalibur" gradata 9b+, una parete strapiombante di 40° a Drena (Tn), una delle vie più difficili in Italia. 

## Palmarès

### Coppa del mondo
|          | 2009 | 2010 | 2011 | 2012 | 2013 | 2014 | 2015 | 2016 | 2017 | 2018 | 2019 | 2021 |
| -------- | ---- | ---- | ---- | ---- | ---- | ---- | ---- | ---- | ---- | ---- | ---- | ---- |
| Lead     |      | 21   | 24   | 10   | 10   | 9    | 9    | 4    | 2    | 2    | 5    | 1    |
| Boulder  |      | 65   | 83   |      |      | 30   |      |      |      |      |      |      |
| Speed    | 17   | 30   | 38   |      |      |      |      |      |      |      |      |      |
| Combined |      | 10   | 10   |      |      | 4    |      |      |      |      |      |      |

### Campionato del mondo
|         | 2011 | 2012 | 2014 | 2016 |
| ------- | ---- | ---- | ---- | ---- |
| Lead    | 27   | 16   | 10   | 7    |
| Boulder | 25   | 16   |      |      |
| Speed   | 30   | 33   |      |      |

## Falesia
- 4 vie di 9b+
- 11 vie di 9b
- 14 vie di 9a+
- 17 vie di 9a
- 24 vie di 8c+
- 31 vie di 8c (di cui 1 a vista e 2 flash)
- 71 vie di 8b e 8b+ (di cui 22 a vista e 5 flash)

### Lavorato
- 9b+:
  - Excalibur - Arco (ITA) - 3 febbraio 2023 - Prima salita
  - Bibliographie - Céüse (FRA) - 24 agosto 2021 - Seconda ripetizione assoluta della via di Alexander Megos
  - Change -  Flatanger (NOR) - 28 settembre 2020 - Seconda ripetizione assoluta della via di Adam Ondra[16]
  - Perfecto Mundo - Margalef (SPA) - 7 dicembre 2018 - Seconda ripetizione assoluta della via di Chris Sharma, liberata la prima volta da Alex Megos[17][18][19]
- 9b:
  - Neanderthal - Santa Linya (SPA) - 21 marzo 2025
  - Sleeping Lion - Siurana (SPA) - 5 marzo 2025 - Quarta salita della via di Chris Sharma
  - The Full Journey - Margalef (SPA) - 17 febbraio 2025 - Via di Alex Megos del 2022
  - Move Hard - Flatagner (NOR) - 17 settembre 2022 - Prima ripetizione della via di Adam Ondra
  - L'Arenauta (9b) - Grotta dell'Arenauta (Gaeta) - 8 febbraio 2022 - Prima salita[13][14]
  - The Lonely Mountain - Eremo di San Paolo (Arco) - dicembre 2021 - Prima libera della via chiodata da lui nel giugno 2020
  - Erebor (9b/+) - Eremo di San Paolo (Arco) - 8 gennaio 2021 - Primo 9b/+ italiano
  - Stoking The Fire - Santa Linya (SPA) - 28 dicembre 2019 - Quinta ascensione della via liberata da Chris Sharma.
  - Queen Line - Arco (ITA) - 26 febbraio 2019 - Prima ripetizione della via liberata da Adam Ondra.
  - One Slap - Arco (Italia) - 22 novembre 2017 - Via di Adam Ondra del 2017
  - First Round, First Minute - Margalef (SPA) - 30 gennaio 2017 - Via di Chris Sharma del 2011[20]

- 9a+:
  - Terapia d'urto (Arco) - marzo 2021
  - Kangaroo’s Limb (Flatanger)- Via di Adam Ondra
  - The Bow (Arco) - luglio 2020
  - Beginning (Arco) - maggio 2020
  - La Capella (9a+/b)e  - Siurana - 12 gennaio 2018 - Via di Adam Ondra del 2011
  - One Punch  - Massone (Arco) (ITA) - 1 maggio 2017[21]
  - La Rambla - Siurana (SPA) - 20 marzo 2017[22]
  - First Ley - Margalef (SPA) - gennaio 2017[23]
  - Ultimatum - Massone (Arco) (ITA) - 19 dicembre 2016[24]
  - Jungle Boogie - Céüse (FRA) - 2 ottobre 2016
  - Goldrake - Cornalba (ITA) - 3 aprile 2016
  - Lapsus - Andonno (ITA) - 2 novembre 2015 - Prima salita[12]
  - Realization - Céüse (FRA) - 21 giugno 2015[25] - Via di Chris Sharma del 2001
  - Demencia senil - Margalef (SPA) - 14 marzo 2015[26] - Via di Chris Sharma del 2009
  - La moustache qui fàche - Entraygues - 23 agosto 2014[27]
- 9a/5.14d:
  - Pure Dreaming - Arco Massone (ITA) - 7 agosto 2018
  - Gancho Perfecto - Margalef (SPA) - 6 aprile 2018
  - Omen Nomen - Arco Padaro (ITA) - 15 marzo 2017 - prima ascensione
  - Definicion de Resistencia Democrata - Castell de Mur (SPA) - gennaio 2017[28] - Via di Dani Andrada del 2005 - Connessione delle vie Definición de acción, Esencia de la resistencia, Democracia e Anarkista. 
  - Thunder Ribes - Arco Massone - 16 Dicembre 2016 - Connessione delle vie Reini’s Vibes, Ultima Pietra, Stonehenge. 
  - L'Attimo - Covolo - 11 ottobre 2015[29] - Via di Silvio Reffo del 2012
  - Underground - Arco Massone - 5 luglio 2014 - Via di Manfred Stuffer del 1998
  - Biologico - Arco Narango - 8 giugno 2014 - Via di Adam Ondra del 2012
  - TCT - Gravere - 31 maggio 2014 - Prima salita della via dedicata a Tito Claudio Traversa
  - Grandi Gesti - Sperlonga Grotta dell'Arenauta - 30 dicembre 2013 - Via di Gianluca Daniele del 2009
  - Ground Zero - Tetto di Sarre - 9 giugno 2013 - Via di Alberto Gnerro del 2002[30]

### A vista
- 8c:
  - Fish Eye - Oliana - 8 gennaio 2017

## Boulder
Ha salito cinque boulder di 8B e due di 8B+.
Ha vinto l'edizione 2013, 2014, 2015 e 2016 del Melloblocco.